# Gnophos mucidaria
Gnophos mucidaria là một loài bướm đêm trong họ Geometridae.